# Antônio Rogério Nogueira
Antônio Rogério Nogueira (ur. 2 czerwca 1976 w Vitória da Conquista) − brazylijski bokser, zawodnik BJJ i mieszanych sztuk walki (MMA). W trakcie swojej kariery w MMA walczył m.in. dla organizacji PRIDE FC, a od 2007 roku jest zawodnikiem UFC w wadze półciężkiej. Brat bliźniak byłego mistrza PRIDE i UFC w wadze ciężkiej, Antônio Rodrigo Nogueiry.

## Sportowa kariera

### Boks amatorski
Boks trenuje od 14 roku życia. W listopadzie 2005 roku został mistrzem Brazylii w wadze superciężkiej (ponad 91 kg) i otrzymał powołanie do reprezentacji kraju. W następnym roku zdobył złoty medal na Igrzyskach Południowoamerykańskich w Buenos Aires, pokonując na punkty zawodnika gospodarzy, Marcelo Ponce. W 2007 roku zdobył również brązowy medal podczas Igrzysk Panamerykańskich w Rio de Janeiro.

### Brazylijskie jiu-jitsu
W wieku 17 lat za namową brata rozpoczął treningi BJJ. Po czterech latach uzyskał czarny pas. Choć nie osiągnął w tej dyscyplinie tak znaczących sukcesów jak Rodrigo, był m.in. mistrzem Brazylii i wicemistrzem świata w kategorii brązowych pasów.

### Mieszane sztuki walki
Swój debiut w zawodowym MMA zanotował 20 marca 2001 roku na japońskiej gali DEEP 2001: 2nd Impact rozgrywanej w Jokohamie. Pokonał wtedy Japończyka Shamoji Fujiego przez techniczne poddanie (dźwignia na staw łokciowy). Następną walkę stoczył na amerykańskiej gali HooknShoot Overdrive 9 marca 2002 roku, która odbyła się w Evansville. Ponownie zwyciężył przez poddanie przeciwnika, tym razem za pomocą duszenia gilotynowego.
Pierwszej porażki w zawodowej karierze doznał 8 sierpnia 2002 roku w Japonii. Na gali UFO Legend przegrał przez jednogłośną decyzję z Białorusinem Uładzymirem Maciuszenko.

#### PRIDE FC
28 kwietnia 2002 roku zadebiutował w największej japońskiej organizacji MMA − PRIDE FC, gdy na gali PRIDE 20 w Jokohamie w niecałe 35 sekund poddał Yusuke Inamurę.
Na gali PRIDE 24, która odbyła się 22 grudnia 2002 roku pokonał przez niejednogłośną decyzję byłego mistrza Pancrase, Guya Mezgera. Następnie odniósł kolejne zwycięstwa nad Kazuhiro Nakamurą (dwukrotnie, 2003 i 2004), Kazushim Sakurabą (2003) oraz Alistairem Overeemem (2005).
23 kwietnia 2005 roku wystartował w turnieju PRIDE Middleweight GP, skupiającym czołowych zawodników organizacji w wadze średniej (do 93 kg). W pierwszej rundzie, na gali Pride Total Elimination 2005, zmierzył się z Amerykaninem Danem Hendersonem. Nogueira po ośmiu minutach walki poddał go dźwignią na staw łokciowy i tym samym awansował do ćwierćfinału. Odbył się on 26 czerwca 2005 roku na gali Pride Critical Countdown 2005, a jego rywalem był rodak, Maurício Rua. Po trzyrundowym, zaciętym pojedynku sędziowie orzekli jednogłośnie zwycięstwo Ruy, jak się później okazało tryumfatora całego turnieju. Walka ta została uznana przez branżowy portal sherdog.com za pojedynek roku. Była to zarazem pierwsza porażka Nogueiry w PRIDE.
Po przegranej z Ruą, Nogueira nie walczył przez prawie rok. Powrócił na ring 1 lipca 2006 na PRIDE Critical Countdown Absolute. Jego przeciwnikiem był po raz kolejny Alistair Overeem. Brazylijczyk pokonał Holendra przez TKO na skutek poddania przez narożnik. 
Na przedostatniej gali PRIDE FC w historii, która odbyła się 24 lutego 2007 roku (PRIDE 33), Nogueira stoczył pojedynek z debiutującym w PRIDE, kameruńskim judoką Rameau Thierry Sokoudjou. Został przez niego niespodziewanie znokautowany w ciągu 23 sekund, przegrywając po raz pierwszy w swojej karierze przed czasem. 

### 2008-2009
Po rozwiązaniu PRIDE FC w 2007 roku Nogueira stał się wolnym agentem. W latach 2008–2009 stoczył kilka walk m.in. w Stanach Zjednoczonych, Japonii i Brazylii. 24 lutego 2009 roku na gali Affliction: Day of Reckoning zmierzył się w rewanżowej walce z Maciuszenko, z którym przegrał w 2002 roku. Nogueira wygrał walkę, nokautując Białorusina uderzeniem kolanem.

#### UFC
28 sierpnia 2009 roku prezydent UFC Dana White potwierdził, że Nogueira podpisał kontrakt z jego organizacją. Swój pierwszy pojedynek w UFC Brazylijczyk stoczył 21 listopada 2009 roku, na gali UFC 106, a jego przeciwnikiem był Brazylijczyk Luiz Cané. Po niecałych dwóch minutach pierwszej rundy Nogueira zastopował rywala ciosami pięściami. Tym samym zwyciężył w swoim debiucie w UFC oraz wygrał bonus pieniężny za "nokaut wieczoru". Następny pojedynek stoczył na gali UFC 114, która odbyła się 29 maja 2010 roku. Wygrał wtedy z Jasonem Brilzem przez decyzję sędziów oraz zdobył bonus za "walkę wieczoru".
Następnie poniósł dwie porażki przez decyzję sędziów, ulegając na UFC 119 (25 września 2010 roku) Ryanowi Baderowi i na UFC Fight Night: Nogueira vs. Davis (26 marca 2011 roku) Philowi Davisowi. Na gali UFC 140 która odbyła się 10 grudnia 2011 roku pokonał przez TKO (ciosy na korpus) Tito Ortiza.
2 lutego 2013 na UFC 156 wygrał z Rashadem Evansem jednogłośnie na punkty. 26 lipca 2014 przegrał przez nokaut z Anthonym Johnsonem. 1 sierpnia 2015 w rewanżu przegrał z Maurício Ruą jednogłośnie na punkty. W 2016 stoczył dwa pojedynki najpierw pokonując 14 maja Patrick Cummins przez TKO, następnie przegrywając 19 listopada z Ryanem Baderem przed czasem.

## Osiągnięcia

### Boks amatorski
- 2005: Mistrzostwa Brazylii w boksie − 1. miejsce w wadze superciężkiej (Salvador)
- 2006: Igrzyska Ameryki Południowej − 1. miejsce w wadze superciężkiej (Buenos Aires)
- 2007: Igrzyska Panamerykańskie − 3. miejsce w wadze superciężkiej (Rio de Janeiro)

### Grappling
- 2000: Mistrzostwa Świata w Jiu-Jitsu − 2. miejsce w wadze ciężkiej, brązowe pasy[7]